# Лопушанский монастырь
Лопушанский Иоанно-Предтеченский монастырь (болг. Лопушански манастир «Св. Йоан Предтеча») — действующий православный мужской монастырь Видинской епархии Болгарской православной церкви, расположенный в Петроханском проходе Балканских горах в Болгарии на высоте 300 м над уровнем моря. Входит в число национальных памятников культуры Болгарии.

## История
Монастырь был построен в период Второго Болгарского царства, был разрушен во второй половине XV века при турецком завоевании страны. О существовании обители до XIX века почти не сохранилось каких-либо сведений, предположительно, её неоднократно сжигали и грабили.
В 1850—1853 годах монастырь был восстановлен чипровскими монахами Дионисием, Гедеоном и Герасимом и посвящён Иоанну Предтече. В те годы были построены соборная церковь, жилые помещения, ограда с воротами и обустроен традиционный для Болгарии небольшой фонтан с питьевой водой. В кафоликоне монастыря сохранился иконостас, один из лучших образцов работы самоковской школы.
В период болгарского национального возрождения при обители существовало православное училище, а сам монастырь стал центром национально-освободительного и культурно-просветительского движения.
В Лопушанском монастыре проживал болгарский поэт Иван Вазов, написавший в нём часть своего романа «Под игом».